# Brachycythara barbarae
Brachycythara barbarae é uma espécie de gastrópode do gênero Brachycythara, pertencente a família Mangeliidae.